# Лінь Цінфен
Лінь Цінфен  (кит.: 林 清峰, 26 січня 1989) — китайський важкоатлет, олімпійський чемпіон.

## Виступи на Олімпіадах
| Олімпіада   | Вагова категорія | Місце |
| ----------- | ---------------- | ----- |
| Лондон 2012 | 69 кг            | 1     |